# Мартинес, Эмилио (футболист, 2003)
Эмилиано Мартинес Гонсалес (исп. Emilio Martínez González; род. 2 февраля 2003, Кордова, Веракрус) — мексиканский футболист, защитник клуба «Некакса».

## Клубная карьера
Мартинес — воспитанник клубов Лобос БУАП, «Универсидад дель Гольфо» и «Пуэбла». 25 сентября 2021 года в матче против «Крус Асуль» он дебютировал в мексиканской Примере в составе последнего. Летом 2023 года Мартинес перешёл в «Некаксу». 26 июля в матче Кубка лиг против американского «Далласа» он дебютировал за новую команду. 

## Международная карьера
В 2022 году в составе молодёжной сборной Мексики Мартинес принял участие в молодёжном Кубке КОНКАКАФ в Гондурасе. На турнире он сыграл в матчах против сборных Суринама, Тринидада и Тобаго, Пуэрто-Рико и Гватемалы.